# Erasmusgrachtbrug
De Erasmusgrachtbrug (142P) is een kunstwerk in Amsterdam-West.
De brug, geheel van beton, is gelegen in de Ringweg Amsterdam en ligt over de Erasmusgracht. De bouw vond plaats tussen 1966 en 1969 in verband met de aanleg van de Ringweg-West (Einsteinweg) tussen het Bos en Lommerplein en de Jan van Galenstraat. Dit is het enige kunstwerk tussen de op geringe afstand van elkaar gelegen verkeersknooppunten (ongeveer 650 meter). Die relatief korte afstand zorgde wel voor problemen. De rijksweg duikt namelijk vanuit het noorden onder het Bos en Lommerplein door, moet vervolgens over de Erasmusgracht heen om vervolgens weer onder de Jan van Galenstraat te duiken. De Erasmusgrachtbrug ligt dan ook vrij laag boven het water.
Die korte afstand zorgde ook voor een verkeerstechnisch probleem. De afstand tussen beide knooppunten was te gering om aparte af- en toevoerstroken aan te leggen. Daardoor ontstond de volgende situatie van oost naar west:
- een voetgangersbrug van zuid naar noord
- een stuk snelweg noordwaarts tussen de Jan van Galenstraat en Bos en Lommerweg van twee rijstroken
- de eigenlijke ringweg met vluchtstrook, een invoegstrook met twee rijbanen komend vanaf de Jan van Galenstraat naar de ringweg
- de eigenlijke doorgaande ringweg naar het noorden tussen Jan van Galenstraat en Bos en Lommerplein met drie rijstroken
- de eigenlijke doorgaande ringweg naar het zuiden tussen Bos en Lommerplein en Jan van Galenstraat met een rijweg met drie stroken;
- de eigenlijke ringweg met een uitvoegstrook van de ringweg naar de Jan van Galenstraat en een vluchtstrook
- een stuk snelweg zuidwaarts tussen Bos en Lommerplein en Jan van Galenstraat
- een voetgangersbrug.

Het geheel is ongeveer zeventig meter breed.

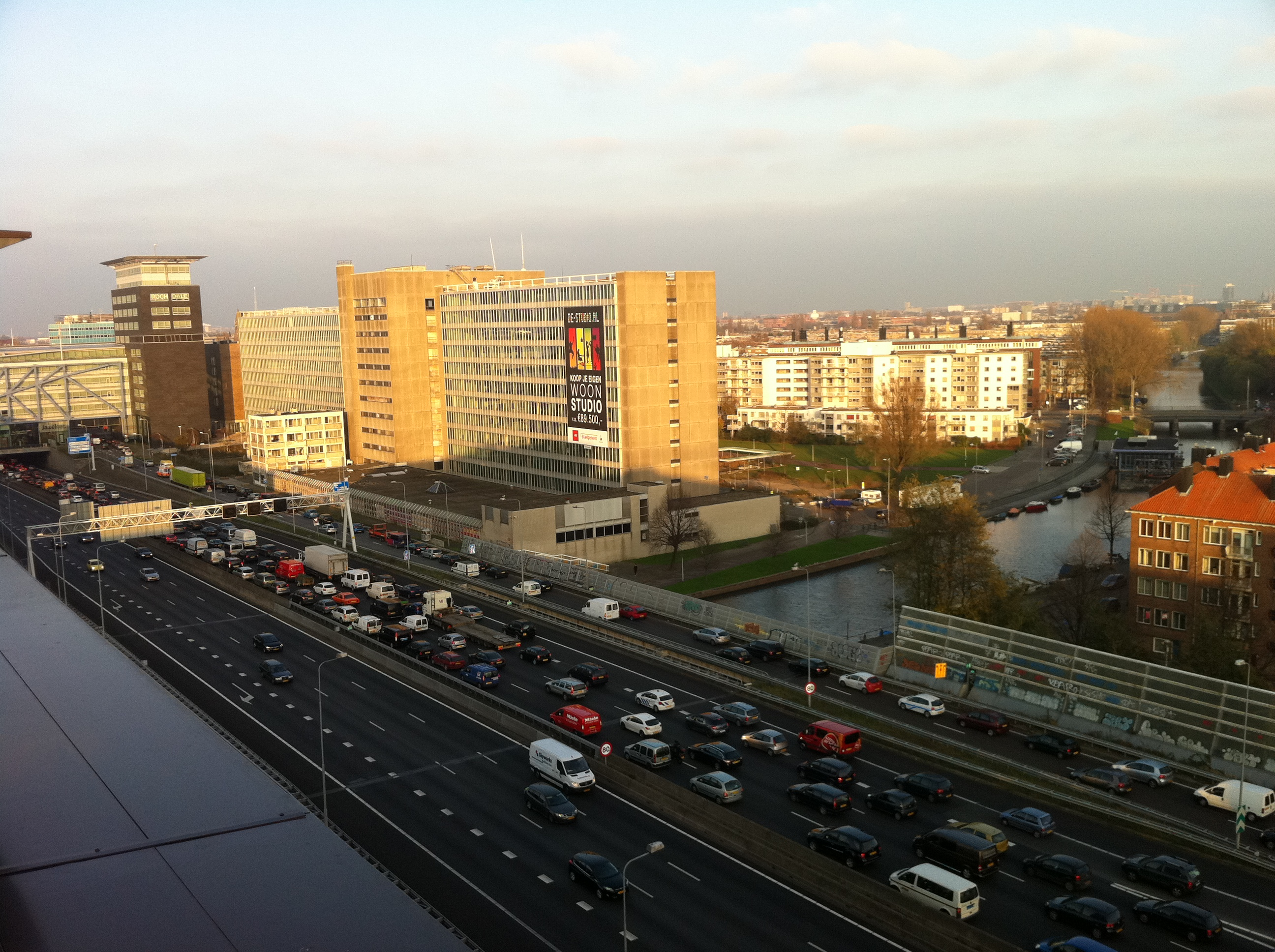
Erasmusgrachtbrug van boven (november 2011)

De voorbereiding voor de bouw begon rond de jaarwisseling 1966-1967. In augustus/september 1967 werd begonnen met de funderingswerkzaamheden, waarbij omwonenden werden gewaarschuwd tegen overlast, maar ook dat ze schilderijen etc. in woningen extra stevig moesten ophangen. Op 14 mei 1969 werd dit deel van de rijksweg geopend voor snelverkeer. Voetgangers en fietsers moesten nog drie maanden wachten voordat ook zij over het viaduct konden. Toen kon ook de voetbrug over de Eramusgracht ter hoogte van de James Rosskade gesloopt worden.
Ten noordoosten van het complex stond sinds 1960 het GAK-gebouw, destijds de enige hoogbouw in de buurt. Het gebouw is omstreeks 2000 omringd door andere hoogbouw, maar gezien haar breedte opvallend gebleven langs de ringweg. Ten zuidoosten ligt de Robert Scottbuurt met haar atypische Sint Josephkerk, sinds 2010 een rijksmonument. In 2014 werd het viaductenstelsel opgefleurd door het kunstwerk Mimicry van Kaptein Roodnat.
De viaducten gingen vanaf 1969 naamloos door het leven met het nummer 171P hetgeen verwijst naar een brug in Amsterdam in beheer bij het rijk of provincie, in dit geval het rijk. Amsterdam vernoemde op 8 december 2017 (bijna) alle viaducten in de ringweg, om een betere plaatsaanduiding te krijgen. Op die datum werd de nieuwe naam Erasmusgrachtbrug opgenomen in de Basisadministratie Adressen en Gebouwen (BAG). Het bouwwerk werd daarbij vernoemd naar de nabij gelegen Erasmusgracht en het Erasmuspark, beide op hun beurt vernoemd naar humanist Desiderius Erasmus.